# 崇福寺 (岡崎市)
崇福寺（そうふくじ）は、愛知県岡崎市中島町にある浄土宗西山深草派の寺院。

## 概要
昌泰3年、醍醐天皇勅願寺院として天台宗昌泰寺が創建されたと伝わる。
応永年間（1394～1427）に中島城主の由良光家が昌泰寺を改宗させて、天祐竜山を開山とした。京都円福寺の末寺として宝徳元年（1449）にその名が記録されている。
永禄6年（1563）近隣の安楽寺が一向一揆を企図したとき、8世洞山祖湛は僧俗を集めてこれを阻止。徳川家康はこれを称讃し、安楽寺の寺領宝物一切を崇福寺に寄進した。洞山および9世伝盈春教、10世聴翁洞岸は家康の従兄弟に当たる。現本堂は寛永17年（1640）の建立、総門は今川義元の寄進である。
妙心寺、法蔵寺とともに、浄土宗西山深草派三河三檀林となり、慶長7年（1602）6月16日付で朱印地30石を拝領した。末寺30、孫寺32を有する中本山で、三河三檀林の一つである。末寺の大部分は幡豆郡に所在した。浄土宗西山深草派の三河十二本寺の一つである。
以下の物件が市の文化財に指定されている。
| 指定名称           | 種別 | 時代     | 指定年月日                |
| ------------------ | ---- | -------- | ------------------------- |
| 絹本著色当麻曼荼羅 | 絵画 | 鎌倉時代 | 1987年（昭和62年）7月15日 |
| 絹本著色十王図     | 絵画 | 室町時代 | 1987年（昭和62年）7月15日 |